# Glass Trap - Formiche assassine
Glass Trap - Formiche assassine è un film horror fantascientifico statunitense del 2005 diretto da Ed Raymond (nome d'arte accreditato di Fred Olen Ray), interpretato da C. Thomas Howell e Stella Stevens.

## Distribuzione
Glass Trap è stato distribuito per il mercato casalingo in DVD dalla First Look Pictures il 2 agosto 2005.